# Marcelo Barrera
Marcelo Alejandro Barrera (Rosario, 26 de abril de 1966) es un músico argentino, conocido por ser el guitarrista de la banda argentina Rescate.

## Biografía
Nació el 26 de abril de 1966. A los 16 años de edad comienza a tocar la guitarra, estudiando con profesores particulares (Mario de Oyharbide, de Rosario, Santa Fe) y asistiendo a clínicas dictadas por guitarristas nacionales e internacionales. Estudió durante cinco años en la Escuela de Música de la Facultad de Humanidades y Artes de la Universidad Nacional de Rosario.
Participó en grabaciones y conciertos en vivo junto a músicos como Alex Acuña, Luis Salinas, Bernardo Baraj, Héctor Ruiz y Sindicato Argentino de Hip Hop entre otros.
Ha dictado clases en institutos musicales de Rosario (Argentina), realizó clínicas en Rosario y otras ciudades del país y Latinoamérica. Actualmente trabaja en forma paralela como músico sesionista.
Sus influencias musicales son: Steve Vai, Jason Becker, Steve Morse, Milan Polak, Blues Saraceno, Stevie Ray Vaughan, Joe Satriani, Marty Friedman-

### Trayectoria
- Salem (heavy metal) desde 1986 hasta 1990.
- Kerigma (jazz fusion) desde 1990 hasta 2000, con la que grabó tres discos uno de ellos en Los Ángeles (California) coproducido por el percusionista Alex Acuña en 1994.
- Eternam (hard rock) desde 1991 hasta 1994.
- Rescate desde 1997 hasta 2020 y 2022 hasta la actualidad.